# 2010-es magyar birkózóbajnokság
A 2010-es magyar birkózóbajnokság a százharmadik magyar bajnokság volt. A férfi kötöttfogású bajnokságot május 8-án rendezték meg Miskolcon, a férfi és a női szabadfogású bajnokságot pedig április 24-én Szombathelyen.

## Eredmények

### Férfi kötöttfogás
| Versenyszám | Arany                           | Arany | Ezüst                            | Ezüst | Bronz                                                                | Bronz |
| ----------- | ------------------------------- | ----- | -------------------------------- | ----- | -------------------------------------------------------------------- | ----- |
| 55 kg       | Borsos Dávid Kaposvári NSE      |       | Majer Roland Kecskeméti TE       |       | Nyíri Milán Diósgyőri BCAranyosi Zsolt Diósgyőri BC                  |       |
| 60 kg       | Módos Péter Szigetvári BSE      |       | Pál Norbert Honvéd Szondi SE     |       | Molnár Gábor Abonyi BCKmegy Dániel Vasas SC                          |       |
| 66 kg       | Korpási Bálint BVSC             |       | Fazekas Balázs Vasas SC          |       | Fekete Tibor Ferencvárosi TCMolnár Ádám BVSC                         |       |
| 74 kg       | dr. Kun Renátó Ferencvárosi TC  |       | Szabó Martin Sziget SC           |       | Kliment László Ferencvárosi TCLőrincz Tamás Ceglédi VSE              |       |
| 84 kg       | Fodor Zoltán Ferencvárosi TC    |       | Antunovits László Érdi Spartacus |       | Bácsi Péter Ferencvárosi TCLőrincz Viktor Ceglédi VSE                |       |
| 96 kg       | Németh Iván Ferencvárosi TC     |       | Rizmajer György BVSC             |       | Kálmán Péter Kőbányai SC-Testnevelési Főiskola SEVarga Ádám Vasas SC |       |
| 120 kg      | Deák Bárdos Mihály Diósgyőri BC |       | Nunajev Juszup Vasas SC          |       | Branda Gyula Újpesti TELám Bálint BVSC                               |       |

### Férfi szabadfogás
| Versenyszám | Arany                           | Arany | Ezüst                                          | Ezüst | Bronz                                                                                     | Bronz |
| ----------- | ------------------------------- | ----- | ---------------------------------------------- | ----- | ----------------------------------------------------------------------------------------- | ----- |
| 55 kg       | Majer Roland Kecskeméti TE      |       | Juhász Bence Diósgyőri BC                      |       | Németh Zsolt Szigetvári BSEMolnár Róbert Ferencvárosi TC                                  |       |
| 60 kg       | Molnár József Abonyi BC         |       | Horváth Gábor Kecskeméti TE                    |       | Kapusz Mátyás Szigetvári BSEMolnár Gábor Abonyi BC                                        |       |
| 66 kg       | Wöller Gergő Vasas SC           |       | Farkas Gábor Vasas SC-Testnevelési Főiskola SE |       | Szakolczi Hunor Dorogi ESE-Honvéd Szondi SEGulyás Zsombor Csepeli BC                      |       |
| 74 kg       | Hatos Gábor Haladás VSE         |       | Tőzsér Sándor Debreceni Sportcentrum           |       | Fazekas Balázs Vasas SCBóna Csaba Csepeli ABI-Kőbányai SC                                 |       |
| 84 kg       | Veréb István Haladás VSE        |       | Szmik Attila Dunaharaszti MTK-Csepeli BC       |       | Sarkadi Péter Törökszentmiklósi BDSKAntunovits László Érdi Spartacus                      |       |
| 96 kg       | Kiss Gergely Orosházi Spartacus |       | Tóth Rafael Ferencvárosi TC                    |       | Kálmán Péter Kőbányai SC-Testnevelési Főiskola SESzabó Mihály Vasas SC-Orosházi Spartacus |       |
| 120 kg      | Ligeti Dániel Haladás VSE       |       | Csercsics Richárd Haladás VSE                  |       | Nunajev Juszup Vasas SCVancsó Viktor Diósgyőri BC                                         |       |

### Női szabadfogás
| Versenyszám | Arany                                       | Arany | Ezüst                                   | Ezüst | Bronz                                                                      | Bronz |
| ----------- | ------------------------------------------- | ----- | --------------------------------------- | ----- | -------------------------------------------------------------------------- | ----- |
| 48 kg       | Nagy Brigitta Ferencvárosi TC-Gyál TBSE     |       | Nyíri Dóra Püspökladányi BK             |       | Balla Ivett Diósgyőri BCNagy Cintia Diósgyőri BC                           |       |
| 51 kg       | Dénes Mercédesz Érdi Spartacus              |       | Jäger Szimonetta BVSC                   |       | Csík Annamária Tatabányai SC                                               |       |
| 55 kg       | Barka Emese Vasas SC                        |       | Rádi Nikoletta Kecskeméti TE            |       | Nagy Vivienn Diósgyőri BCLenkó Réka Dunaharaszti MTK                       |       |
| 59 kg       | Szabó Emese Kiskunfélegyháza VTK-Csepeli BC |       | Sleisz Gabriella Mogyoródi KSK-Vasas SC |       | Szanyi Mónika Egri VSERádi Brigitta Kecskeméti TE                          |       |
| 63 kg       | Sastin Marianna Vasas SC                    |       | Godó Kitti Ferencvárosi TC-Gyál TBSE    |       | Boros Csilla Szegedi VSEFábián Katalin Kőbánya SC-Testnevelési Főiskola SE |       |
| 67 kg       | Szerencse Mónika Tatabányai SC              |       | Siroki Tímea Ceglédi VSE                |       | Horváth Márta Földesi NSEFelföldi Zsanett Kiskunfélegyháza VTK             |       |
| 72 kg       | Soós Rita Csepeli BC                        |       | Németh Zsanett Veszprémi Dózsa          |       | Fábián Melinda Kőbányai SCCsánó Zsófia Tatabányai SC                       |       |